# Lembach
Lembach es una localidad y comuna francesa, situada en el departamento de Bajo Rin, en la región de Alsacia. 
La comuna está ubicada en los límites del  Parque natural regional de los Vosgos del Norte.

## Demografía
| 1742 | 1799 | 1782 | 1681 | 1710 | 1689 |
| Para los censos de 1962 a 1999 la población legal corresponde a la población sin duplicidades (Fuente: INSEE [Consultar]) |      |      |      |      |      |

## Patrimonio
- Castillo de Fleckenstein
- Castillo de Frœnsbourg
- Los fortines y casamatas de Four à Chaux, elemento de la línea Maginot.
- El molino de Lembach.

## Personajes célebres
- Russel Schweickart, astronauta estadounidense, nieto de unos emigrantes originarios de la comuna.
- Paul Bertololy (1880-1972), médico y escritor.